# Kallstadt

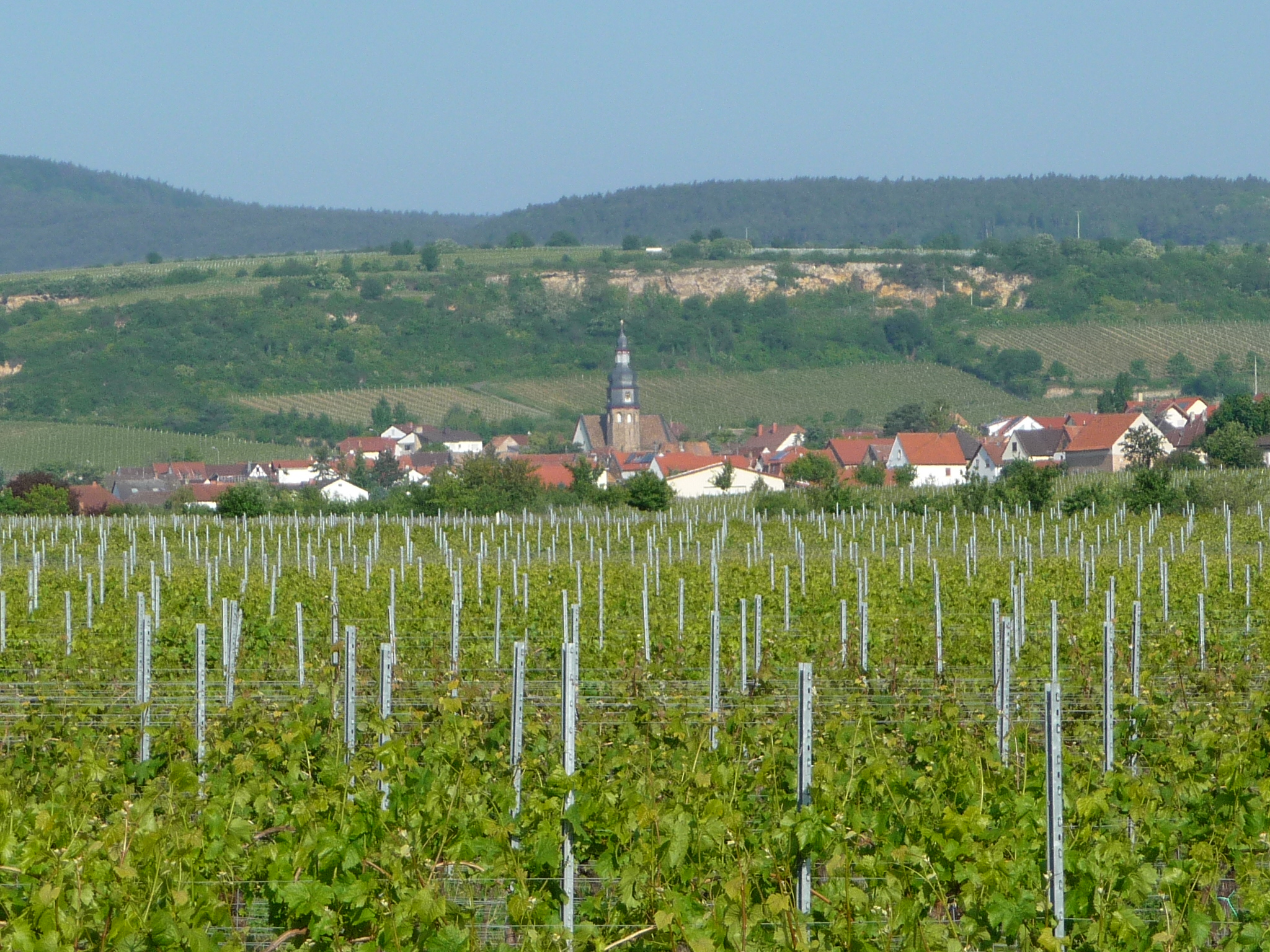
Kallstadt

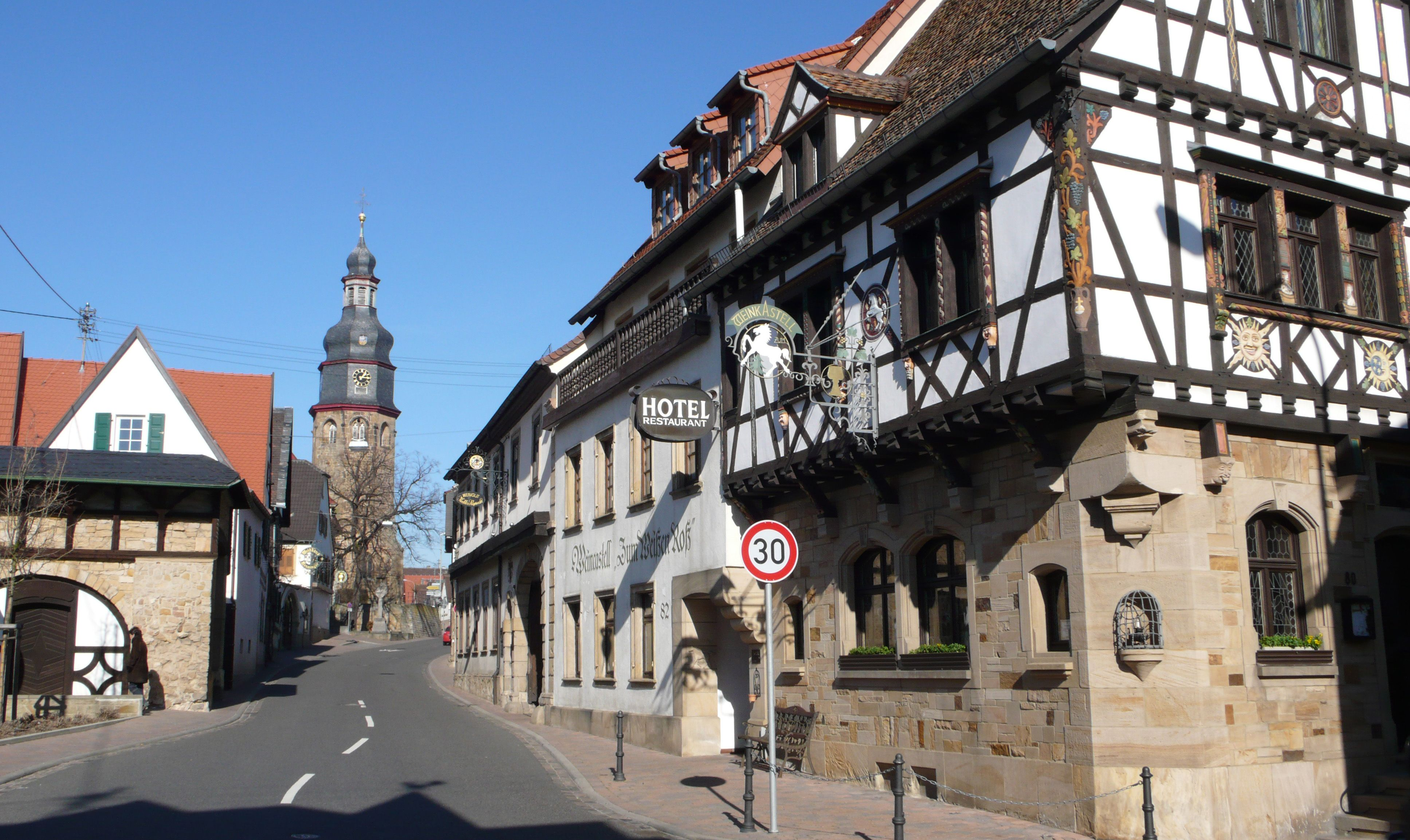
Hauptstraße mit Salvatorkirche

Kallstadt ist eine Ortsgemeinde im Landkreis Bad Dürkheim in Rheinland-Pfalz. Sie gehört der Verbandsgemeinde Freinsheim an und liegt an der Deutschen Weinstraße.
Die Großeltern väterlicherseits des 45. und 47. US-Präsidenten Donald Trump sowie die Großeltern des Heinz-Ketchup-Gründers Henry John Heinz stammen aus Kallstadt, was der Gemeinde überregionale Bekanntheit bescherte. Die Heinz’ und Trumps sind auch miteinander verwandt.

## Geographie
Kallstadt liegt etwa 5 km nördlich von Bad Dürkheim an der Weinstraße. Der westliche Teil der Gemarkung sowie zwei Exklaven liegen unmittelbar am Haardtrand. Der Nordwesten der Gemarkung ist Bestandteil des Naturschutzgebiets Felsenberg-Berntal. In einer von ihnen befindet sich 493,5 Meter hohe Peterskopf. Nachbargemeinden sind – im Uhrzeigersinn – Herxheim am Berg, Freinsheim und Bad Dürkheim.

## Geschichte

### Römer, Mittelalter und frühe Neuzeit
Das Gebiet des heutigen Kallstadt lag an der Römerstraße, die Altenstadt im heutigen Elsass mit dem Rheinland verband, und war bereits damals eine blühende Kulturlandschaft. Zahlreiche archäologische Funde belegen eine Besiedlung durch Kaufleute, ehemalige Legionäre und auch Weinbauern von ca. 79 v. Chr. bis mindestens 383 n. Chr.
Der heutige Ort hat seinen Ursprung wohl in der Siedlung einer fränkischen Sippe, die um 500 entstanden ist und deren Oberhaupt Chagilo zum Namensgeber wurde. Die Klöster Hertlingshausen, Stephansfeld und Otterberg hatten bis zum 16. Jahrhundert Besitztümer im Ort.
Der Ort wird im Jahre 824 erstmals als Cagelenstat urkundlich erwähnt. 985 wurde er Opfer des Salischen Kirchenraubs. Ursprünglich ein Reichsdorf, kam er später zur Grafschaft Pfeffingen (Homburg) und war seit 1321 an die Ritter Monfort und von 1451 bis etwa 1551 den Blicken von Lichtenberg zu Lehen gegeben. Danach gehörte Kallstadt bis Ende des 18. Jahrhunderts als kurpfälzisches Lehen zum Leiningischen Besitz.

### Seit dem 19. Jahrhundert
Im Ersten Koalitionskrieg wurde das Linke Rheinufer im Jahre 1794 französisch besetzt. Von 1798 bis 1814, als die Pfalz Teil der Französischen Republik (bis 1804) und anschließend Teil des Napoleonischen Kaiserreichs war, war Kallstadt in den Kanton Dürkheim im Departement Donnersberg eingegliedert und Sitz einer eigenen Mairie, zu der zusätzlich Leistadt gehörte. 1815 hatte der Ort 680 Einwohner.
Aufgrund der auf dem Wiener Kongress getroffenen Vereinbarungen kam das Gebiet im Juni selben Jahres zunächst zu Österreich, und 1816 wurde es auf der Grundlage eines Staatsvertrags an das Königreich Bayern abgetreten. Unter der bayerischen Verwaltung gehörte Kallstadt von 1818 an zum Landkommissariat Neustadt im Rheinkreis; aus diesem ging das Bezirksamt Neustadt  hervor. Auswanderer waren nicht unbedingt die Ärmsten wie anderenorts, sondern vergleichsweise ehrgeizige Individuen, die nach einem Aufstieg strebten.
1902 wechselte Kallstadt in das neu geschaffene Bezirksamt Dürkheim, ehe dieses 1931 wieder in sein Neustadter Pendant eingegliedert wurde. Ab 1939 war der Ort Bestandteil des Landkreises Neustadt. Nach dem Zweiten Weltkrieg wurde die Gemeinde innerhalb der französischen Besatzungszone Teil des Regierungsbezirks Pfalz im damals neu gebildeten Land Rheinland-Pfalz. Im Zuge der ersten rheinland-pfälzischen Verwaltungsreform wechselte der Ort am 7. Juni 1969 in den neu geschaffenen Landkreis Bad Dürkheim. Drei Jahre später wurde er der ebenfalls neu gebildeten Verbandsgemeinde Freinsheim zugeordnet.
Die Kallstadterin Simone Wendel griff die Tatsache, dass die Großeltern väterlicherseits des 45. und 47. US-Präsidenten Donald Trump aus dem Ort stammten, bereits 2014 in ihrem Dokumentarfilm Kings of Kallstadt auf. Auch international behandelten Medien im Laufe des US-Präsidentschaftswahlkampfs 2016 deshalb den Ort.

## Religion
Vor Ort existierte einst eine Synagoge, die in der Zwischenzeit in ein Wohnhaus umgebaut wurde.

## Politik

### Gemeinderat
Der Gemeinderat von Kallstadt besteht aus 16 Ratsmitgliedern, die bei der Kommunalwahl am 9. Juni 2024 in einer personalisierten Verhältniswahl gewählt wurden, und dem ehrenamtlichen Ortsbürgermeister als Vorsitzendem.
Die Sitzverteilung im Gemeinderat:
| Wahl | SPD | CDU | FWG | BLW | Gesamt   |
| ---- | --- | --- | --- | --- | -------- |
| 2024 | 3   | 5   | 5   | 3   | 16 Sitze |
| 2019 | 3   | 5   | 5   | 3   | 16 Sitze |
| 2014 | 4   | 7   | 5   | -   | 16 Sitze |
| 2009 | 4   | 6   | 6   | -   | 16 Sitze |
| 2004 | 4   | 5   | 7   | -   | 16 Sitze |

- FWG = Freie Wählergruppe Kallstadt e. V.
- BLW = Bündnis lebenswerte Weinstraße

### Bürgermeister
Ortsbürgermeister ist Thomas Jaworek (CDU). Bei der Direktwahl am 26. Mai 2019 wurde er mit einem Stimmenanteil von 70,88 % und am 9. Juni 2024 als einziger Bewerber mit 75,0 % für jeweils fünf Jahre in seinem Amt bestätigt.

### Wappen
| Wappen von Kallstadt | Blasonierung: „Über goldener Zinnenmauer, darin ein roter Reichsapfel mit goldenem Reif und rotem Kreuz, beseitet von je einer blauen Schießscharte, in Blau ein rotbewehrter silberner Adler.“ |
| Wappen von Kallstadt | |

## Kultur, Natur und Veranstaltungen

### Bauwerke und Kulturdenkmäler

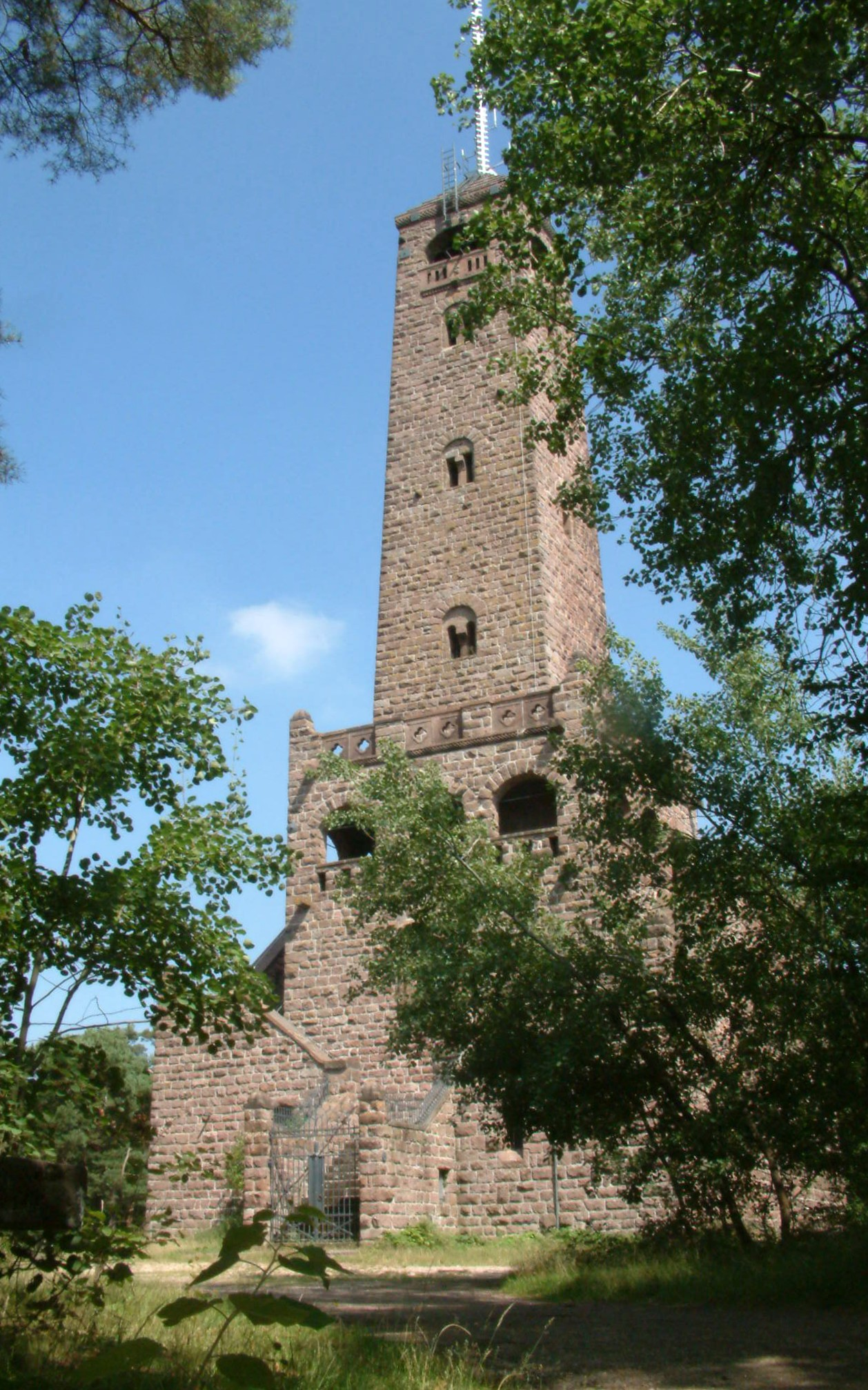
Bismarckturm

In Kallstadt gibt es 34 Objekte die unter Denkmalschutz stehen. Unter ihnen befinden sich die protestantische Salvatorkirche, die das bedeutendste und in ihren gotischen Bauteilen zusätzlich älteste Gebäude des Dorfes ist sowie der Bismarckturm, der auf dem 497 m hohen Peterskopf innerhalb der Exklave Kallstadts im Pfälzerwald steht.

### Naturdenkmale
Vor Ort existieren insgesamt sieben Naturdenkmale.

### Veranstaltungen
- Saumagenkerwe[14]
- Kallstadter Herbst[15]
- Tag der offenen Weinkeller[16]
- Marathon Deutsche Weinstraße

## Wirtschaft und Infrastruktur

### Weinbau
Kallstadt ist ein Winzerort und als solcher Teil des Weinanbaugebiets Pfalz. Vor Ort befinden sich die Großlage Kobnert sowie die Einzellagen Annaberg (6,0 ha), Kreidkeller (41,4,ha), Kronenberg (65,0 ha), Saumagen (51,0 ha) und Steinacker (151,7 ha). Der Edelweinort hat mit seinen Weinhäusern eine lange gastronomische Tradition und war Anlaufpunkt für eine hochstehende Kundschaft. In Kallstadt befinden sich die Weingüter Annaberg, Henninger IV und Koehler-Ruprecht.

### Verkehr
Der Ort liegt an der Bundesstraße 271, die in diesem Bereich mit der Deutschen Weinstraße identisch ist, sowie an der Kreisstraße 4.

## Trivia
Die Einwohner der Gemeinde werden von den Bewohnern der Nachbardörfer mit den Spottnamen Brulljesmacher, „Angeber und Sprücheklopfer“ bedacht.

## Persönlichkeiten

### In Kallstadt geboren
- Die Orgelbauerfamilie Hartung (siehe auch Johann Michael Hartung)
- Wilhelm Heinrich von Creuzer (um  1740–1794), herzoglich pfalz-zweibrückischer Kammerpräsident
- Norbert Scharf (1952–2010), SPD-Politiker

Die Vorfahren zweier großer Unternehmerfamilien in den Vereinigten Staaten wanderten im 19. Jahrhundert aus Kallstadt aus:
- Johann Heinrich Heinz (1811–1891), Vater des Heinz-Ketchup-Unternehmensgründers Henry John Heinz
- Friedrich Trump (1869–1918) und Elisabeth Christ Trump (1880–1966), Eltern des Unternehmers Fred C. Trump und Großeltern des Unternehmers und 45. und 47. US-Präsidenten Donald Trump

### Mit Kallstadt verbunden
- Georg Münch, 1792/93 Mitglied des Rheinisch-Deutschen Nationalkonvents
- Ernst Koehler (1890–1972), Politiker und Bürgermeister von Kallstadt
- Inge Bender, 1962/63 Pfälzische Weinkönigin

## Dokumentarfilm
- Kings of Kallstadt – Mein Dorf, Ketchup und der König von New York. 92 Min. Drehbuch und Regie: Simone Wendel. Deutschland 2014.[23][24]